# Ісмаїл Демірджі
Ісмаїл Демірджі (нар. 13 листопада 1984 року в Анкарі) — актор кіно і телебачення.
У 2009 році закінчив театральний факультет університету Анадолу. З 2010 знімався в кіно і телесеріалах. Став широковідомим у Туреччині після фільму «Долина вовків: Пастка».
З 2015 зустрічався з акторкою і моделлю Ханде Сорал, у 2017 вони побралися.

## Ролі
- Якщо король програє  / Kral Kaybederse  - серіал - 2025
- Я не можу вписатися в цей світ  / Ben Bu Cihana Sığmazam  - серіал - 2023
- Заборонене яблуко  / Yasak Elma - серіал - 2023
- Доброта  / İyilik - серіал - 2022
- Брехні зі свічками / Yalancilar Ve Mumlari - серіал - 2021
- Бонкіс / Bonkis -  серіал - 2021
- Полярна зірка /  Kuzey Yildizi - серіал - 2019
- Зіткнення  / Çarpışma (Galip) - серіал - 2018
- Мехмед: Завойовник Світу / Mehmed: Bir Cihan Fatihi  -  серіал - 2018
- Батько Батька / Babaların Babası - серіал - 2016
- Величне століття. Нова Володарка / Muhtesem Yüzyil: Kösem - серіал - 2016
- Фабрична дівчина / Fabrika Kızı - серіал - 2015 [3]
- Палац Горобець / Serçe Sarayı -  2015
- Тримай Слово / Tut Sözünü  -  2014
- Реакція / Reaksiyon - серіал - 2014
- Я її Дуже Любив / Ben Onu Çok Sevdim - серіал - 2013
- Долина вовків: Пастка / Kurtlar Vadisi Pusu -  серіал - 2012
- Фіолетові Фіалки - Mor Menekşeler - серіал -  2012
- Мати з дочкою / Anneler ile Kızları - 2011
- Тиха Ніч / Sessiz Gece - 2011
- Turkan - серіал - 2010

## Зовнішні посилання
- http://www.imdb.com/name/nm6806343/ [Архівовано 4 серпня 2015 у Wayback Machine.]
- http://www.sinematurk.com/kisi/117622-ismail-demirci/ [Архівовано 2 лютого 2015 у Wayback Machine.]